# Lübberstedt
Lübberstedt é um município da Alemanha localizado no distrito de Osterholz, estado da Baixa Saxônia.
Pertence ao Samtgemeinde de Hambergen.